# Tim Hecker
Tim Hecker, noto anche con lo pseudonimo di Jetone (Vancouver, 17 luglio 1974), è un produttore discografico, musicista di musica elettronica e sound artist canadese residente a Montréal.

## Biografia
Iniziò a comporre musica modulando il rumore bianco dopo averlo registrato da fonti radio. Pubblicò il suo album d'esordio, Haunt Me, Haunt Me, Do It Again nel 2001. Questo album venne seguito da altri titoli quali Radio Amor (2003), Harmony in Ultraviolet (2006) e Ravedeath, 1972 (2011), che ricevettero il consenso unanime della critica. Tim Hecker ha partecipato ad alcuni festival quali Sonar, MUTEK (Victoriaville), Primavera Sound Festival (Victoriaville), Vancouver New Music Festival e Transmediale (Berlino). Ispirandosi alla musica degli Autechre e di Aphex Twin, pubblicò alcuni album di musica techno con il nome d'arte Jetone. Lavorando come produttore ha realizzato album per etichette quali Kranky, Alien8, Mille Plateaux, Room40, Force Inc., Staalplaat e Fat Cat. I suoi album Harmony in Ultraviolet (2006) e Virgins (2013) vengono considerati rispettivamente il trentasettesimo e il decimo album ambient migliore di sempre secondo Pitchfork.

## Discografia

### Solisti
- Haunt Me, Haunt Me Do It Again (2001)
- Radio Amor (2003)
- Mirages (2004)
- Harmony in Ultraviolet (2006)
- An Imaginary Country (2009)
- Ravedeath, 1972 (2011)
- Virgins (2013)
- Love Streams (2016)
- Konoyo (2018)
- Anoyo (2019)
- No Highs (2023)

### Collaborazioni

#### Con Aidan Baker (Nadja)
- Fantasma Parastasie (2008)

#### Con Daniel Lopatin (Oneohtrix Point Never)
- Instrumental Tourist (2012)

#### EP e altro
- Trade Winds, White Noise (2002)
- My Love Is Rotten To The Core (2002)
- Radio Marti / Radio Havana (2004)
- Mort Aux Vaches (2005)
- Pareidolia (2006)
- Norberg (2007)
- Atlas (2007)
- Apondalifa (2010)
- Dropped Pianos (2011)

### Jetone
- Autumnumonia (2000)
- Ultramarin (2001)
- Sundown (2006)